# Выпрямитель (в парикмахерском деле)

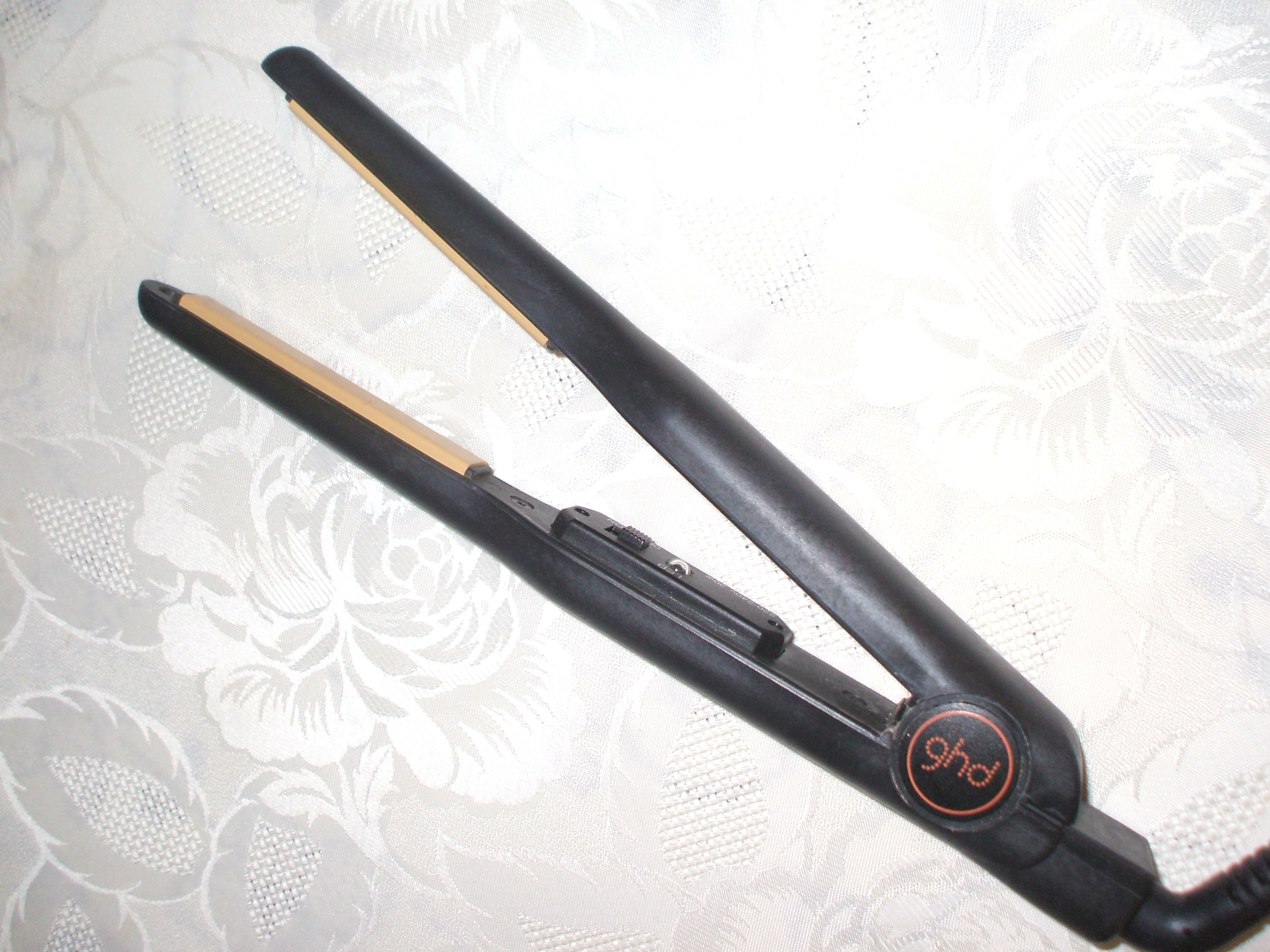

Выпрямитель волос (щипцы для волос, утюжок для волос, плойка) — бытовое устройство, предназначенное для выпрямления волос, придания им объёма или изменения формы (гофре, волна и т. д.). Выпрямители используются при укладке волос в быту и профессиональными мастерами.
Непрофессиональным пользователям, равно как и клиентам профессиональных мастеров, следует знать о риске повреждения структуры волос излишне высокой температурой без применения защитных средств. Данные повреждения обусловлены белковой природой человеческого волоса и коагуляцией белка от высокой температуры. 

## История
В 1906 году Симон Монро запатентовал первый выпрямитель для волос, состоявший из 7 металлических зубцов, которые прочёсывали волосы. В 1909 году Исаак К. Шеро запатентовал выпрямитель для волос, состоящий из 2 утюгов, которые нагревались и прижимались друг к другу.

## Характеристики
Среди характеристик выпрямителей для волос принято выделять следующие: мощность, количество насадок, материал и ширина пластин, возможность выбора температуры и другие функции:
- Мощность влияет на скорость нагрева и максимальную температуру;
- Количество насадок позволяет формировать различные типы укладки (выпрямление, мелкое гофре, крупное гофре);

- Узкие пластины удобны для укладки и подкручивания;
- Широкие пластины эффективны в работе с неподатливыми волосами.

Регулятор мощности присутствует не всегда. Наличие регулятора мощности особенно полезно в случае, если для выпрямления и укладки достаточно невысокой температуры. Тогда в режиме максимальной мощности прибор нагревается, затем мощность снижается и пользователь может приступить к выпрямлению и укладке волос.
В некоторых моделях могут присутствовать:
- Подвижные, «плавающие» пластины, позволяющие равномерно и бережно захватить прядь волос, что обеспечивает быстрое и качественное выпрямление или укладку по всей ширине пряди;
- Транспортировочный «замок»;
- Настройка мощности прибора по типу волос;

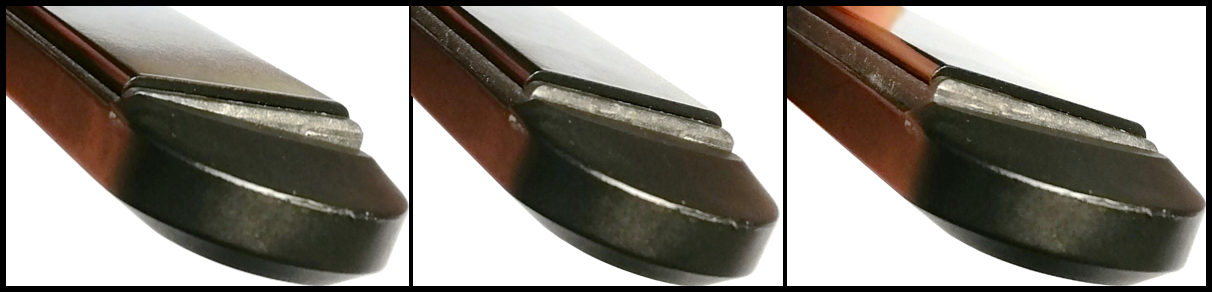
Плавающие пластины выпрямителя для волос

- Наличие функции ионизации.